# ان‌جی‌سی ۳۶۲۱
ان‌جی‌سی ۳۶۲۱ (به انگلیسی: NGC 3621) یک کهکشان مارپیچی است که حدود ۲۲ میلیون سال نوری با زمین فاصله داشته و در صورت فلکی مار باریک واقع شده‌است. این کهکشان نسبتا روشن بوده و با تلسکوپ‌هایی با اندازه متوسط نیز به خوبی قابل دیدن است.

## نگارخانه

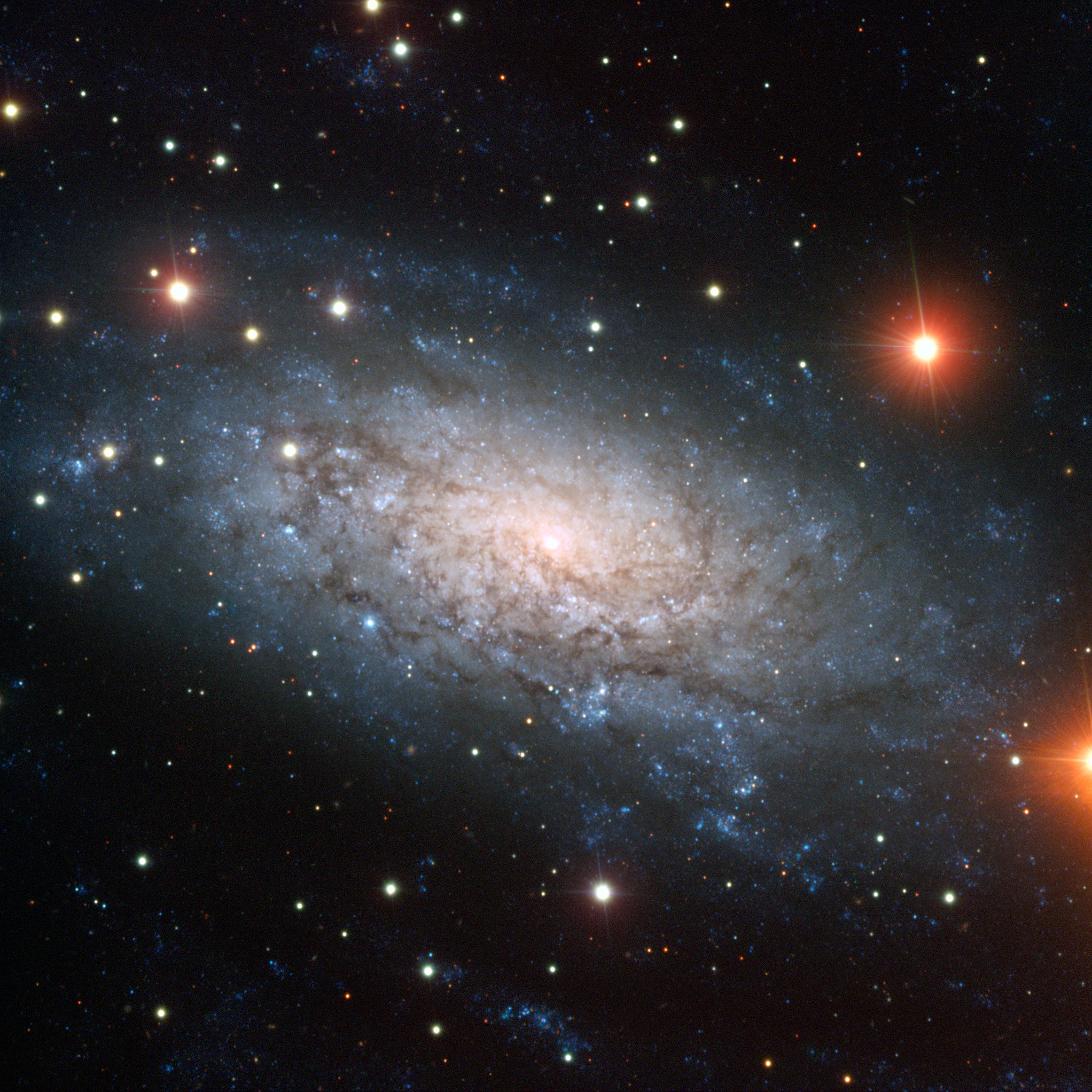